# 普拉特鎮區 (內布拉斯加州巴特勒縣)
普拉特鎮區（英語：Platte Township）是位於美國內布拉斯加州巴特勒縣的一個行政鎮區。

## 地方資料
普拉特鎮區的面積為44.94平方千米，當中陸地面積為44.61平方千米，而水域面積為0.33平方千米。根據2020年美國人口普查的數據，當地共有人口162人，而人口密度為每平方千米3.6人。